# Lasioglossum tinguiricum
Lasioglossum tinguiricum är en biart som först beskrevs av Holmberg 1886.  Lasioglossum tinguiricum ingår i släktet smalbin, och familjen vägbin. Inga underarter finns listade i Catalogue of Life.